# Meranoplus clypeatus
Meranoplus clypeatus é uma espécie de formiga do gênero Meranoplus, pertencente à subfamília Myrmicinae.